# Gyula Csikós
Gyula Csikós (Budapest, 13 aprile 1913 – 10 novembre 1992) è stato un calciatore ungherese, di ruolo portiere.

## Carriera

### Club
Ha sempre giocato nel campionato ungherese.

### Nazionale
Ha collezionato 13 presenze con la maglia della Nazionale